# Erwin Kreyszig
Erwin Otto Kreyszig, född 6 januari 1922 i Pirna, Tyskland och död 12 december 2008) var en tysk-kanadensisk tillämpad matematiker och professor i matematik vid Carleton University i Ottawa, Ontario, Kanada. Han var en pionjär inom området tillämpad matematik och en framstående författare med läroboken Advanced Engineering Mathematics.
Kreyszig disputerade 1949 vid Darmstadts tekniska universitet handledd av Alwin Walther(de) och Curt Schmieden(de).
Kreyszig fortsatte att forska vid Tübingens och Münsters universitet. Sedan var han vid Stanford University (1954/55), University of Ottawa (1955/56), Ohio State University (1956–60, professor 1957). Hans habilitation var vid Universitet i Mainz. 1960 blev han professor vid Technical University of Graz och sedan följde Universitet i Düsseldorf (1967–71) och Karlsruher Institut für Technologie (1971–73). Från 1973 till 1984 arbetade han vid University of Windsor för att flytta Carleton University 1984.

## Böcker
- Statistische Methoden und ihre Anwendungen, Vandenhoeck & Ruprecht, Göttingen, 1965.
- Introduction to Differential Geometry and Riemannian Geometry (engelsk översättning), University of Toronto Press, 1968.
- (med Manfred Kracht) Methods of Complex Analysis in Partial Differential Equations with Applications, Wiley, 1988, ISBN 0-471-83091-7.
- Introductory Functional Analysis with Applications, Wiley, 1989, ISBN 0-471-50459-9.
- Differentialgeometrie. Leipzig 1957; eng. Differential Geometry, Dover, 1991, ISBN 0-486-66721-9.
- Advanced Engineering Mathematics, Wiley, (första upplaga 1962; nionde 2006, ISBN 0471488852; tionde (postum) 2011,  ISBN 0470458364).